# Il libro della jungla (film)
Il libro della jungla (Jungle Book) è un film del 1942, diretto da Zoltán Korda, tratto dal romanzo omonimo di Rudyard Kipling. È stato distribuito anche col titolo Il libro della giungla.

## Trama
Durante un viaggio in India, una turista incontra un anziano indù che in cambio di un'elemosina le racconta una storia. L'uomo si chiama Buldeo ed era un cacciatore.
La storia inizia molti anni prima, quando una tigre chiamata Shere Khan uccide un uomo prima di essere messa in fuga dagli abitanti del villaggio. Nella confusione, un bambino si allontana dalla culla ed è creduto morto, mentre in realtà viene adottato da una famiglia di lupi che lo chiamano Mowgli, cioè "ranocchio".
12 anni dopo Mowgli si avvicina al villaggio e Messua, la madre che anni prima aveva perso il bambino nella giungla, lo prende con sé pur non riconoscendolo in maniera certa. Qualche mese dopo il ragazzo ha imparato il linguaggio umano grazie a Messua e lavora come pastore di bufali. Innamorato di Mahala, la figlia di Buldeo, Mowgli la porta con sé nella giungla dove trovano un tesoro in una città abbandonata. Un cobra bianco li avverte però che quel tesoro è maledetto e non devono toccare niente.
Il giorno dopo Mahala racconta al padre ciò che ha visto e lui si organizza col sacerdote e il barbiere per recuperare il tesoro. Intanto la tigre minaccia il villaggio ma Mowgli, seguendo un consiglio del saggio Kaa, la affronta e la uccide. A sua volta il ragazzo rischia di essere ucciso dall'invidoso Buldeo ma il suo amico Bagheera lo salva. Il cacciatore racconta però che Mowgli è uno stregone e si è trasformato in pantera, così lo fa catturare dagli abitanti del villaggio e gli ordina di dirgli dov'è il tesoro se non vuole la morte sul rogo.
Messua riesce a liberare il figlio che scappa nella foresta, inseguito da Buldeo e i suoi due soci. Questi infine trovano il tesoro, ma accecati dall'avidità si ammazzano tra loro e si salva solo Buldeo, che incolpa Mowgli ed incendia la giungla.
Il vento spinge però il fuoco verso il villaggio, così tutti scappano lasciando Messua e il suo servo legati nella loro capanna, colpevoli di aver aiutato Mowgli. Il ragazzo arriva in tempo a salvarli, ma alla fine, disgustato dagli uomini, decide di tornare nella giungla.

## Produzione
Il film fu prodotto dalla Alexander Korda Films (con il nome Alexander Korda Films, Inc.) e venne girato negli studi di Hollywood.

## Distribuzione
Distribuito dalla United Artists, il film uscì nelle sale cinematografiche USA il 3 aprile 1942. Nel 1948, ne fu curata una riedizione, distribuita il 3 febbraio; in Italia, il film uscì il 16 luglio 1948.

### Edizione italiana

#### Doppiaggio
Il doppiaggio italiano originale, diretto da Luigi Savini nel 1948, venne eseguito negli stabilimenti Cinecittà con la partecipazione della C.D.C. e approntato per la sua distribuzione nelle sale cinematografiche italiane. 
Il film venne poi ridoppiato due volte in occasione dell'uscita in Italia dell'edizione in VHS e per la trasmissione televisiva: la prima edizione del 1985, ad opera della C.V.D. sotto la direzione di Oreste Rizzini e su dialoghi di Alberto Piferi; la seconda del 1998, invece, è stata ridoppiata da LaBiBi.it sotto la direzione di Noemi Gifuni, anche autrice dei dialoghi del secondo ridoppiaggio.

## Riconoscimenti
- 1943 - Premio Oscar
  - candidatura alla migliore fotografia per un film a colori a W. Howard Greene
  - candidatura alla migliore scenografia per un film a colori a Vincent Korda e Julia Heron
  - candidatura per i migliori effetti speciali a Lawrence W. Butler e William H. Wilmarth
  - candidatura per la migliore colonna sonora per un film drammatico o commedia a Miklós Rózsa
- 1980 - Golden Screen
  - Golden Screen con 1 stella

## Galleria d'immagini
- Il film originale

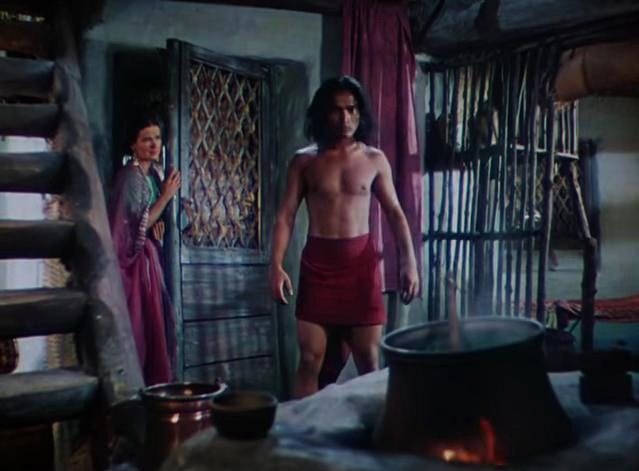
Mowgli e Mahala (Sabu Dastagir e Patricia O'Rourke)
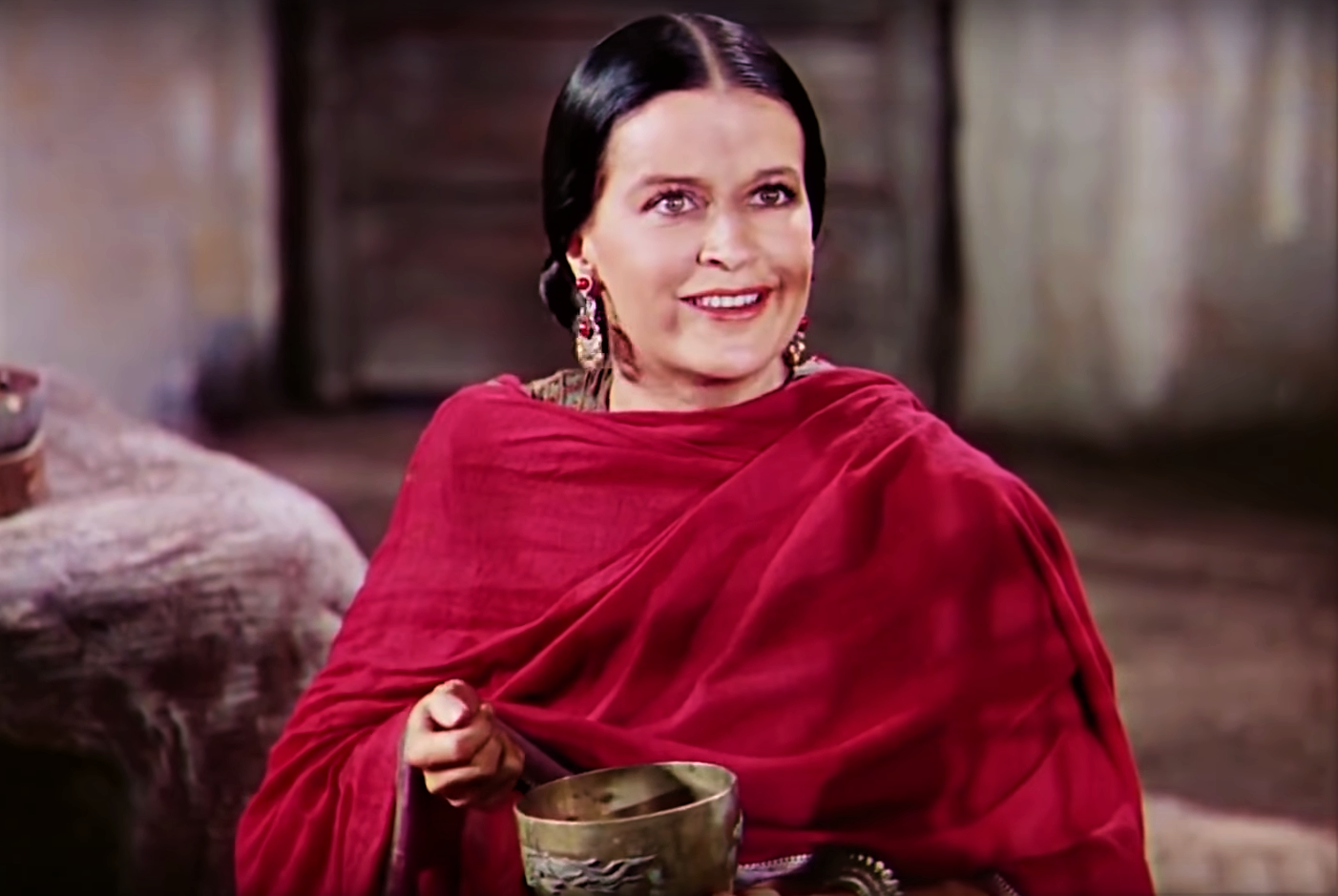
Messua (Rosemary DeCamp)
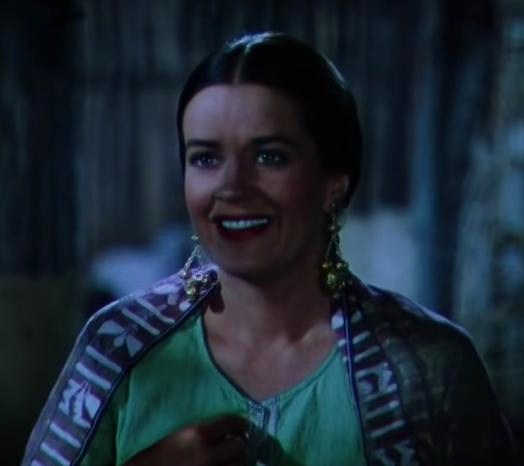
Messua (Rosemary DeCamp)
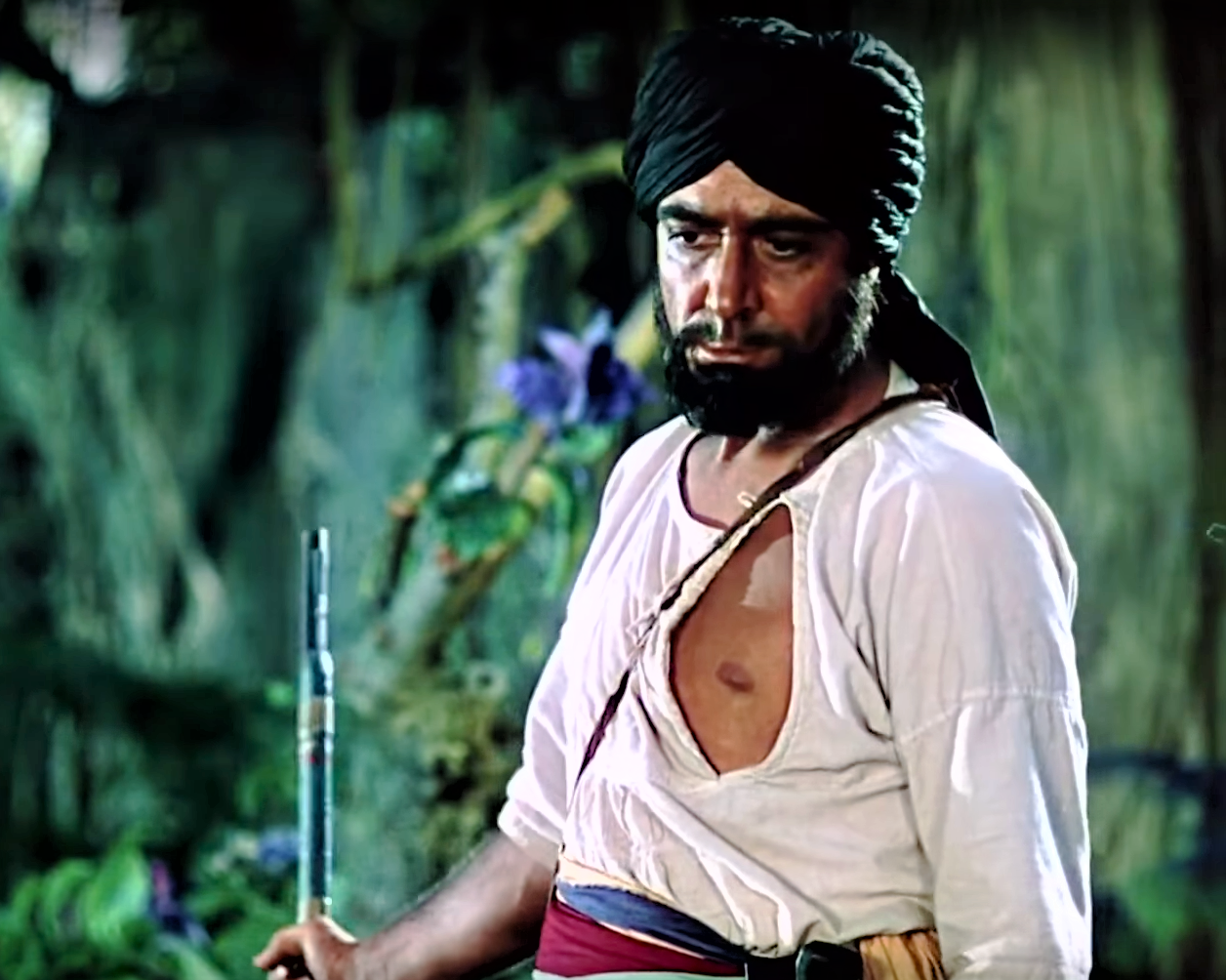
Buldeo (Joseph Calleia)
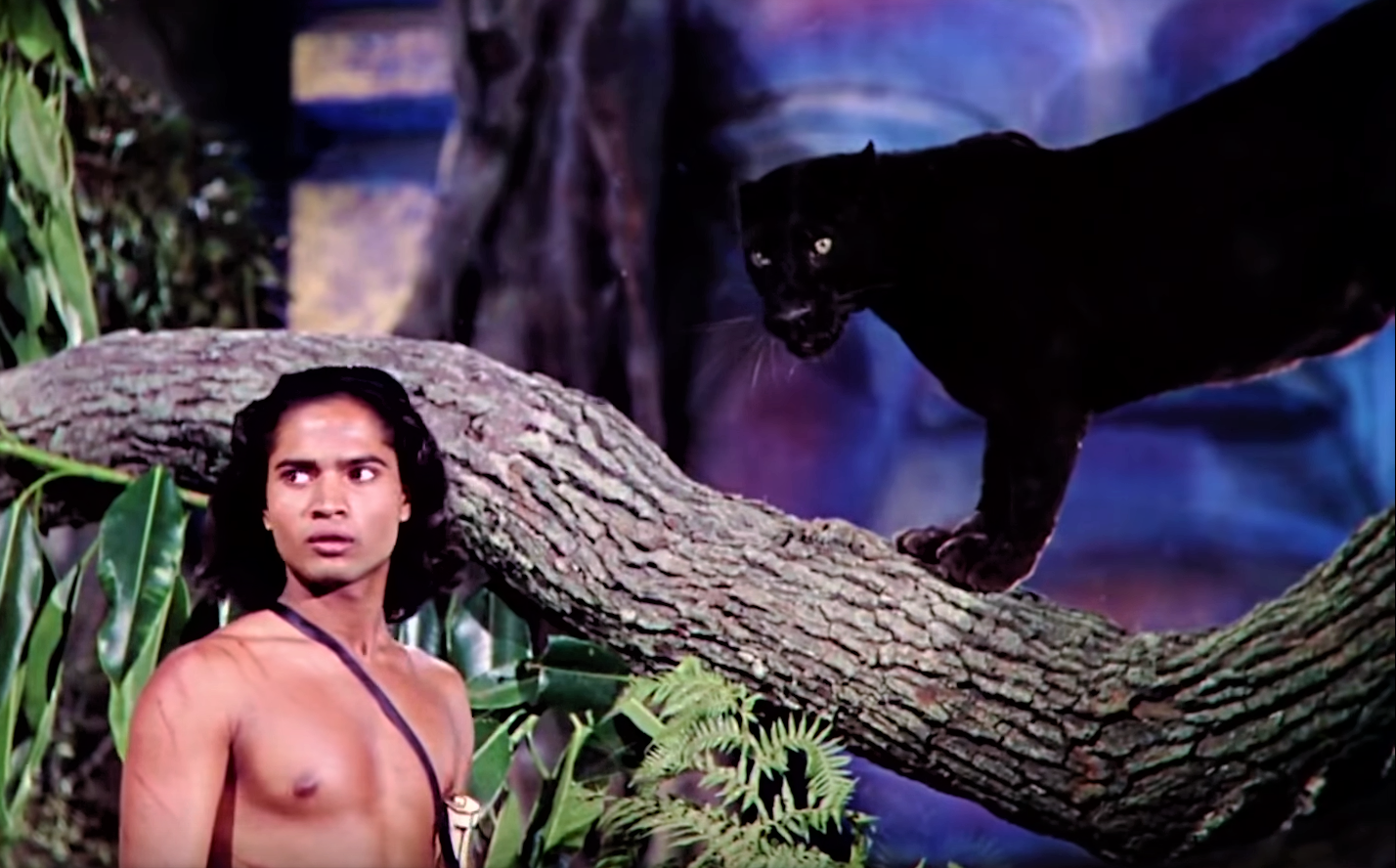
Mowgli (Sabu Dastagir) e Bagheera
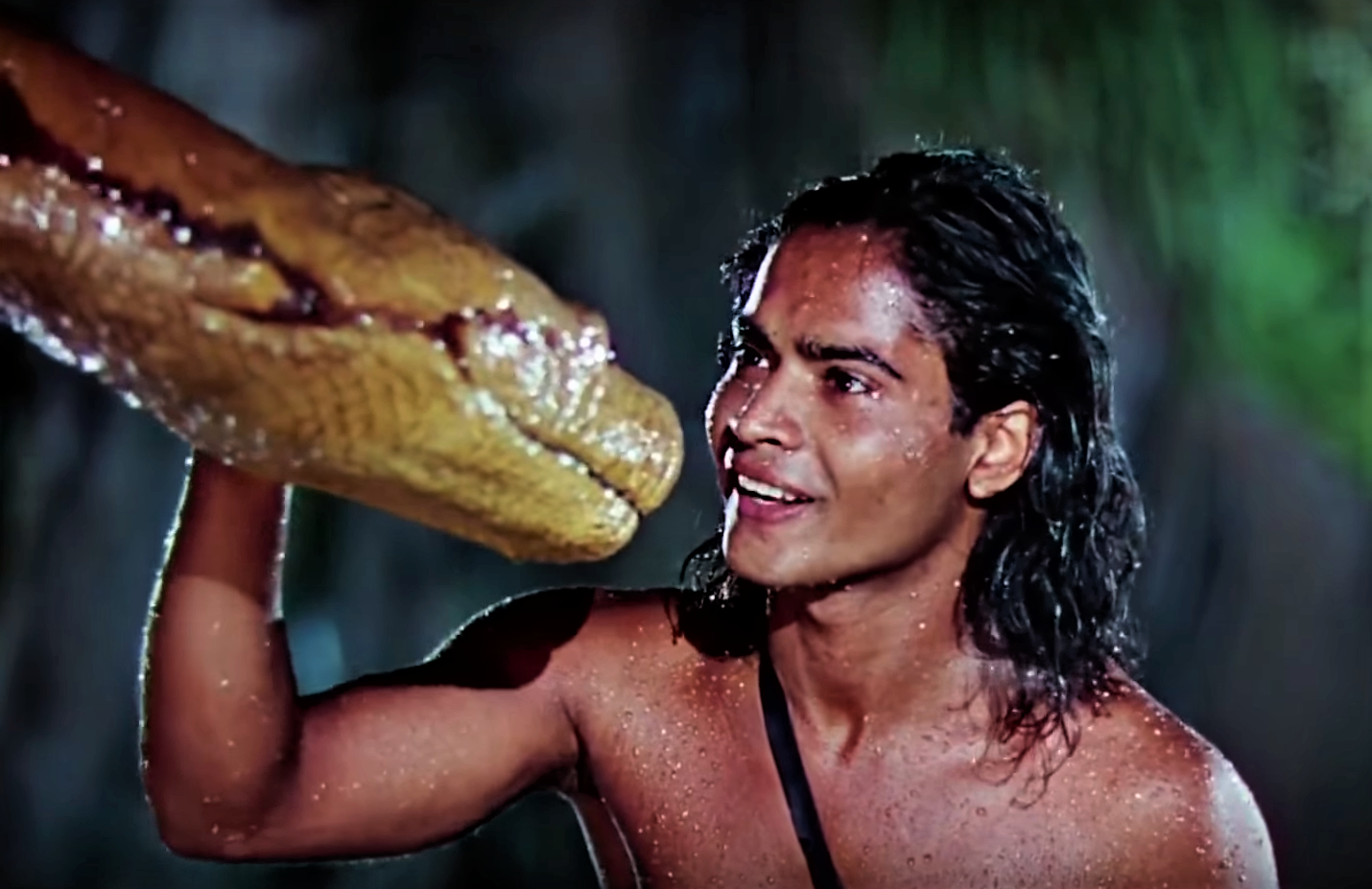
Mowgli (Sabu Dastagir) e Kaa
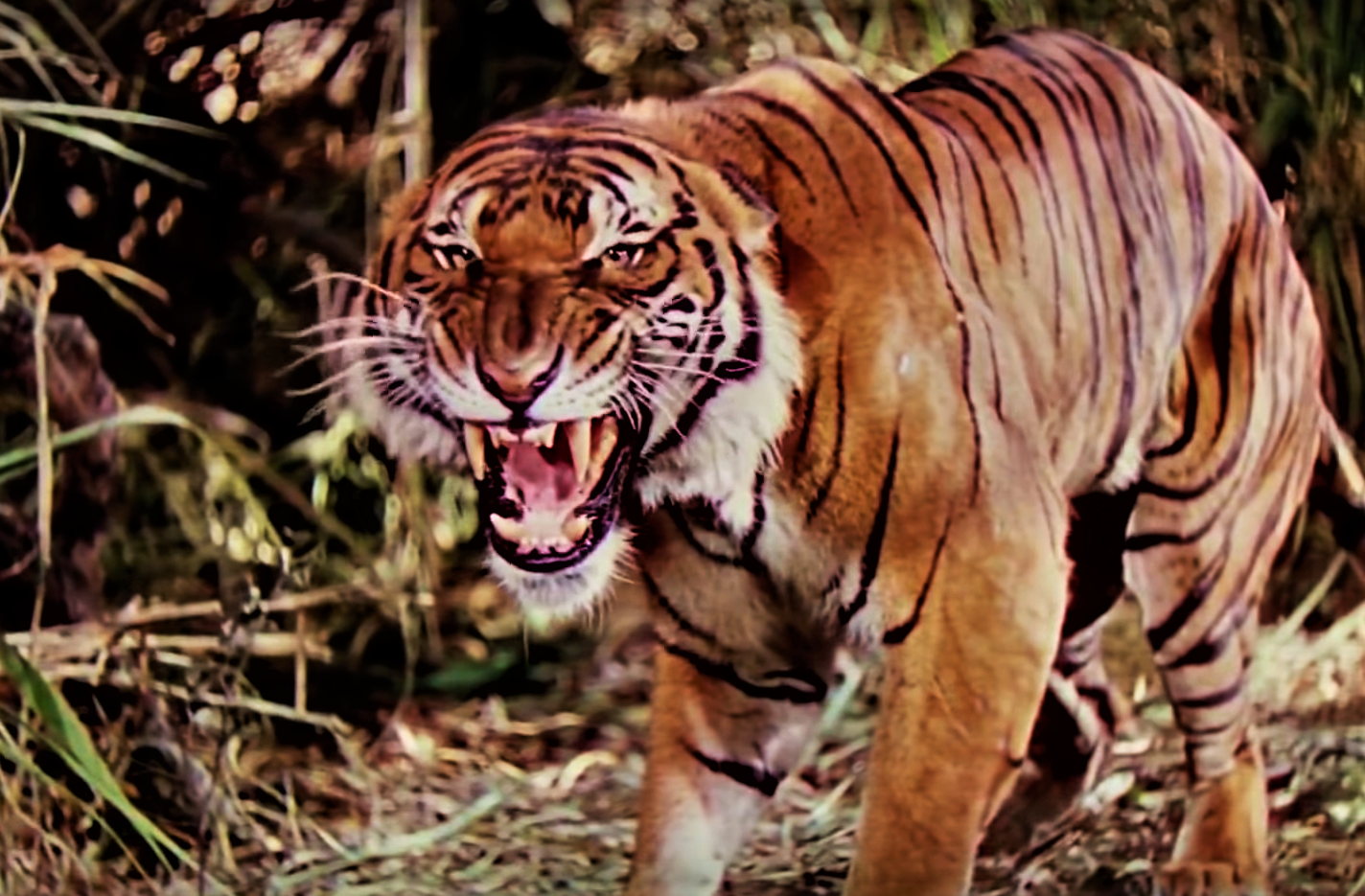
Shere Khan
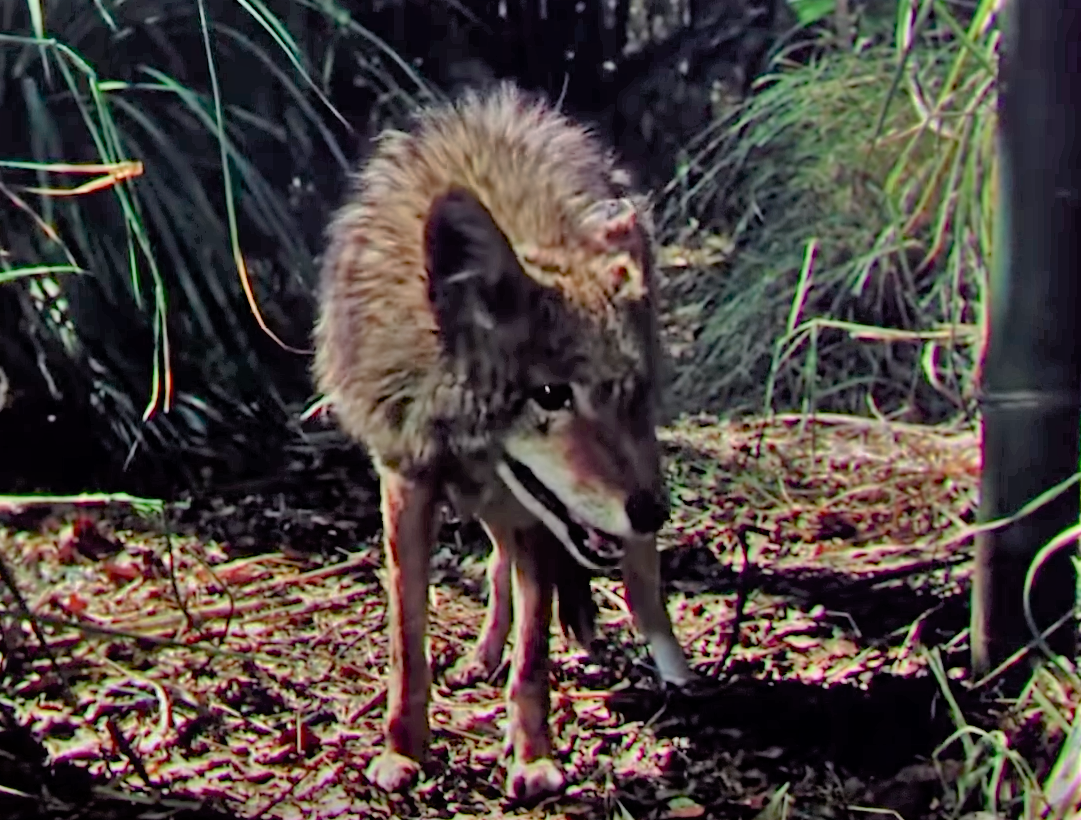
Tabaqui